# シナノゴールド
‘シナノゴールド’（英: ‘Shinano Gold’）は、長野県果樹試験場で育成された黄色いリンゴ（セイヨウリンゴ）の栽培品種である。‘ゴールデンデリシャス’と‘千秋’の交配によって作出され、1999年に登録された。果実はやや大型で黄色（図1）、果肉は果汁が多く、甘味・酸味ともにある。秋映、シナノスイートとともに長野県で作出された「りんご三兄弟」とよばれる。イタリアでは、‘yello’という商標で商業栽培されている。

## 特徴
樹姿は中間的からやや直立。樹勢は中程度で節間長は短い。開花期は‘ふじ’や‘つがる’よりやや遅い。自家不和合性に関わるS遺伝子型はS1S3である。単為結実も起こる。前期落果、後期落果ともに少ない。中生から晩生品種であり、果実熟期は長野県で9月下旬から10月上旬、青森県で10月中旬から下旬。果実のコルクスポット、ビターピットの発生は少ない。
果実は円形から長円形、やや大型で重さは350グラム程度（図1）。果皮は光沢があり、黄緑色から黄色、日に当たっていた部分が赤みを帯びることもある（図1）。こうあ部（果柄が生じる窪み）にサビ（果皮のコルク化）が生じることがある。果肉は黄白色、硬さやきめは中程度、果汁が多く、甘味・酸味とも中位（糖度14–15%、酸度0.4–0.5%）、蜜は入らない。寒冷地で栽培されたものは酸味が強い傾向がある。貯蔵性は比較的よく、室温で3週間、冷蔵で3か月ほどである。CA貯蔵では翌年6月頃まで貯蔵できる。

## 歴史
長野県須坂市にある長野県果樹試験場において、1983年にゴールデンデリシャスを種子親、千秋を花粉親とした交配を行い、翌年、この交配に由来する495個体を育成した。これらは1986年に定植して選抜が開始され、1992年に初結実し、果実品質が優れることから選抜され、1996年に農林水産省に品種登録が申請され、1999年に‘シナノゴールド’として品種登録された。
2021年時点で日本国内の栽培面積は約870ヘクタール（青森県、長野県、岩手県など）である。海外にも輸出され、台湾、香港、シンガポールなどに向けた輸出では好評を得ている（2018年時点）。

## 海外での栽培

イタリアにおける南チロルの位置

2007年、長野県はイタリア南チロルの生産者団体VOGとVI.Pの2団体と「品種シナノゴールドに関する利用許諾契約」を締結し、現地でのシナノゴールドの試験栽培がスタートした。
2011年に試験栽培の状況を確認した結果、果実の外観がきれいで、品質・貯蔵性に優れ、食感とジューシーさに関し大変すばらしいとの評価を消費者から得たことから、2014年に商業栽培段階へと移行した。 その後、2016年品種シナノゴールド及び商標に関するライセンス契約を締結した。許諾商標は「yellow（黄色）」と「hello（ハロー）」からなる造語である「yello」とし、黄色が持つ明るく楽しいイメージを連想させ、20代から30代の若者世代をターゲットとしている。商品名の「Shinano Gold」は販売時に包装容器等に記載される。
2019年にはEU内に限られていた商業栽培が南アフリカ、ニュージーランド、オーストラリア、チリ、アメリカの広範囲で可能になった。販売地域も約90か国に増え、南半球での栽培が開始されることにより年間通じての流通が可能になった。